# Laura Ferrara
Laura Ferrara (Napoli, 11 settembre 1983) è una politica italiana.

## Biografia
Napoletana di nascita ma cosentina di adozione, consegue nel 2004 la laurea triennale con lode in Diritto ed Economia e, nel 2008, la specialistica  con lode in Giurisprudenza. Iscritta all'ordine degli avvocati presso il foro di Cosenza, ha anche un dottorato di ricerca in Teoria e Storia dei Diritti Umani, con tesi sul processo di superamento degli Ospedali Psichiatrici Giudiziari.

### Attività politica
Nel 2014 si candida alle elezioni europee con il Movimento 5 Stelle nella circoscrizione Italia meridionale e viene eletta con 53.913 preferenze.
Dall'inizio del mandato coordina il gruppo EFDD della commissione per gli Affari interni, Giustizia e Libertà civili (LIBE), è membro effettivo della commissione giuridica (JURI) e sostituto della commissione per gli Affari esteri (AFET) e per la sottocommissione per i diritti dell'uomo (DROI). Inoltre, fa parte come membro effettivo della delegazione parlamentare mista UE-Cile, della Delegazione all'Assemblea parlamentare paritetica ACP-UE, della Delegazione all'Assemblea parlamentare euro-latinoamericana.
È stata relatrice della risoluzione del Parlamento europeo sulla situazione dei diritti fondamentali in Europa (2013 e 2014) e della risoluzione del Parlamento europeo sull'accesso del pubblico ai documenti. Fa parte del Comitato consultivo sulla condotta dei deputati, membro del gruppo "standing rapporteurs" (relatori permanenti) della Commissione JURI sulle immunità parlamentari dei deputati europei.
Si è occupata di temi inerenti alla gestione della risorsa idrica e alla difesa del patrimonio paesaggistico. Dopo l'impegno per scongiurare la privatizzazione dell'acqua pubblica, si è interessata dell'efficienza del servizio di fornitura idrica e di depurazione nei comuni della Calabria e della qualità delle riserve di acqua dolce. È contraria all'estrazione degli idrocarburi dal mare Ionio, a tutela degli ecosistemi marittimi e costieri. Si è interessata di rischi ambientali e sulla salute dovuti all'esposizione ai campi elettromagnetici, alla cattiva gestione delle discariche e degli impianti di trattamento dei rifiuti, e dell'inquinamento prodotto dall'industria chimica e metallurgica.
A più riprese si è interessata di agricoltura e pesca. Ha contribuito alla modifica del regolamento europeo garantendo che alla produzione di olio da cultivar carolea,in Calabria, e coratina, in Puglia, potesse continuare a essere attribuita la categoria di olio extravergine d'oliva.
In materia di immigrazione e asilo politico è stata relatrice nel Parlamento europeo del regolamento sulla procedura comune d'asilo a livello europeo per il riconoscimento della protezione internazionale. Come membro della commissione LIBE ha effettuato diverse ispezioni in centri di accoglienza e spesso ha denunciato le condizioni inumane nelle quali si trovavano gli ospiti di alcuni centri. Dalle sue denunce hanno preso avvio alcune inchieste sulle infiltrazioni mafiose nella gestione dell'accoglienza ai richiedenti asilo, come nel caso del CARA di Isola Capo Rizzuto.
È stata relatrice del rapporto sull’accesso pubblico ai documenti delle Istituzioni Europee approvato dal Parlamento Europeo, consentendo l'inserimento della proposta del MoVimento 5 stelle di trasparenza e democrazia nel processo legislativo (triloghi, registro obbligatorio delle lobby, accordi internazionali ecc.) ed amministrativo, nelle procedure di infrazione, nella gestione dei fondi strutturali ed in altre questioni.
È stata relatrice della relazione di iniziativa legislativa sul contrasto alla Criminalità organizzata e alla corruzione in Europa. Ha monitorato la spesa dei fondi europei in Calabria denunciando alla Commissione europea gli episodi di cattiva gestione.
Alle Elezioni europee del 2019 viene rieletta al parlamento europeo risultando essere la seconda candidata più votata del Movimento 5 Stelle nella Circoscrizione Italia meridionale con circa 78.265 preferenze.